# AEC Matador
AEC Matador — британский тяжёлый полноприводный грузовик и артиллерийский тягач (в этой категории классифицировался как средний), который производился фирмой Associated Equipment Company c 1938 по 1953 годы. Активно и успешно использовался британской армией на всех фронтах Второй мировой войны, небольшое количество машин было поставлено в СССР по ленд-лизу.

## Боевое применение
«Матадоры» в течение всей войны были основными грузовиками общего назначения и артиллерийскими тягачами британской армии, позволявшими перевозить большинство орудий, включая тяжёлые дальнобойные 4,5- и 5,5-дюймовые пушки.